# Becca Vannetta
La Becca Vannetta (3.361 m) è una montagna delle Alpi Pennine. Si trova in Valle d'Aosta presso il confine con la Svizzera.

## Salita alla vetta
Una possibile via di salita alla vetta parte dalla Valpelline salendo fino al termine della valle nei pressi del Lago di Place-Moulin. Di qui si sale al Rifugio Nacamuli al Col Collon ed infine si raggiunge la vetta. 